# Tom Gordon Palmer

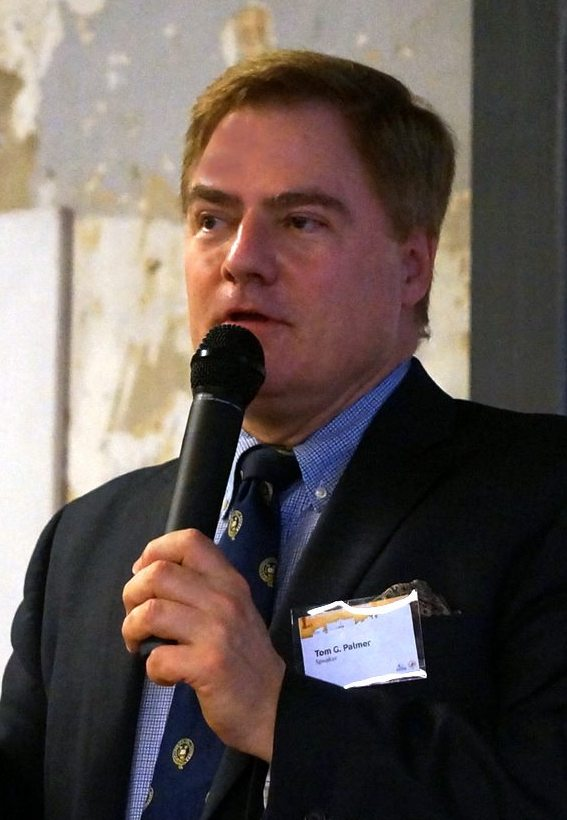
Tom Palmer in Athen, November 2014

Tom Gordon Palmer (* 1956 in Bitburg-Mötsch in Rheinland-Pfalz) ist ein US-amerikanischer Publizist und politischer Aktivist.

## Werdegang
Nach dem Studium in Annapolis und an der Katholischen Universität von Amerika in Washington, D.C. promovierte er in Politikwissenschaft am Hertford College in Oxford.
Er ist Senior Fellow am Cato Institute und Vice President des von Antony Fisher gegründeten Atlas Network, dessen internationales Programm zum Aufbau von think tanks er koordiniert. Er ist außerdem Mitarbeiter beim Institute for Humane Studies und beim Liberty Fund.
In der Zeit vor und während der Öffnung des Eisernen Vorhangs lebte er in Wien und engagierte sich in Mittel- und Osteuropa. Er hielt Seminare und schmuggelte Literatur, Kopierer, Fax-Geräte und Geld in die Staaten des Ostblocks. Auch nach dem Ende der Sowjetunion führen ihn  Reisen und Projekte in die ehemals kommunistischen Länder. Seit den 2010er Jahren ist er auch zunehmend im Nahen und Mittleren Osten engagiert. Ein  Pfeiler seiner Arbeit besteht darin, Übersetzungen der Werke von Denkern wie Frédéric Bastiat, Ludwig von Mises, Friedrich August von Hayek oder Milton Friedman anfertigen zu lassen und zu verbreiten. Dabei arbeitet er auch  mit der Organisation Students for Liberty zusammen.
In dem Buch Realizing Freedom: Libertarian Theory, History, and Practice sind  Essays und Artikel zusammengefasst.